# António Macedo (artista plástico)
António Macedo (Porto, 1955) é um artista plástico português, que estudou na Escola Superior de Belas Artes do Porto; mas tem influências notórias da cultura anglo-saxónica (após morar no Reino Unido); as áreas de intervenção são a pintura e a escultura, com forte pendor para a pintura realista; é sobejamente conhecido como artista plástico retratista.
O seu trabalho é essencialmente focado em pintura a óleo e tem como temas principais, para além do retrato, a forma feminina, os panejamentos, natureza-morta, realismo simbólico / mágico, vida e cenas do quotidiano.
Realizou inúmeros retratos, com destaque para: Presidente da Assembleia da República Dr. António Almeida Santos, os bispos do Porto D. Armindo Coelho e D. Manuel Clemente, os presidentes do Tribunal Constitucional Dr. Artur Maurício e Dr. Luís Nunes de Almeida. Tem diversas obras espalhadas por diversas instituições, publicas e privadas, e tem participado em inúmeras exposições, colectivas e individuais, a nível nacional e internacional. Os seus trabalhos estão referidos e ilustrados em inúmeras publicações destacando-se os catálogos produzidos pela Galeria Cordeiros e outras.

## Biografia

### Formação académica
António Macedo é Bachelor of Arts pela Open University de Inglaterra; frequentou também a Escola Superior de Belas Artes do Porto

### Formação profissional
Em 1975 mudou-se para Londres e logo se tornou consultor técnico da Pantiles Gallery em Tunbridge Wells. Sua obra foi originalmente promovida pela John Whitley Ltd em Londres; em seguida, desde 1984, pela W. H. Patterson Gallery em Albemarle Street, Picadilly. Produziu as suas primeiras obras de escultura em 1986. 

### Carreira
No período de 1969 à 1973: Desenvolve o seu interesse pelo desenho e pintura, e inicia um percurso de aprendizagem através de contactos com artistas e por iniciativa própria.
No período de 1973 e 1974: Estudou na Escola Superior de Belas Artes do Porto nos cursos de pintura e escultura. Mas estava insatisfeito com o ensino desta instituição e, em 1975 viaja para Londres, onde fixa residência e onde passa a estudar as técnicas de pintura de todos os tempos e contacta outros artistas trabalhando em Inglaterra; onde posteriormente obtém o grau de bacharelado na universidade estatal Open University (Reino Unido).
1975: O seu trabalho é promovido pela empresa John Whiteley, Ltd em Londres.
1977: Muda de Londres para Tunbridge Wells, Kent, onde começa a aprender técnicas de restauro de pintura a óleo.
1978: Passou a ser parte de um pequeno grupo de artistas promovidos pela Pantiles Gallery, em Tunbridge Wells, Kent.
1979: Participou na Exposição de Verão da Royal Academy, Burlington House, Piccadilly.
1982: Participou numa exposição na Gillridge Gallery, em Mayfield, East Sussex
1983-1984: realizou duas exposições individuais na Fundação Eng. António de Almeida, Porto.
1984: Segunda exposição individual na Fundação Eng. António de Almeida, Porto. O seu trabalho passa a ser promovido em Londres pela W.H. Patterson Gallery. Participa em várias exposições colectivas: 1ª Exp. de Artes Plásticas de Santa Maria da Feira, Luso, Ateneu Comercial (Porto), Santa Maria da Feira (Lions Clube); 1ª exposição de primavera de Santo Tirso, York Gallery (TunbridgeWells), National Society (Londres), Royal Society of British Artists (Londres).
1986: Exposição individual na Galeria do Museu Municipal de Aveiro. Completa o seu bacharelato pela Open University em Inglaterra. Começa a dedicar-se à escultura ao mesmo tempo que à pintura.
1987: Os seus trabalhos passam a ser promovidos pela Christopher Wood Gallery (Londres).
1987-88: Exposições colectivas: Exposição inaugural da Galeria da Liga dos Combatentes (Porto), 1ª Exp. de artes plásticas de Aveiro, Galerias Art-Vie (Paris), Corporação Mitsokushi (Tóquio), Christopher Wood Gallery (Londres).
1988: Exposição individual na Fundação Eng. António de Almeida, Porto, Christopher Wood Gallery (Londres).1989: Exposição individual em Santa Maria da Feira, convidado pela Câmara Municipal na semana cultural. Exposições colectivas: O Porto e outras terras do Norte – Exponor AIP (Matosinhos), Lions Clube de Sta. Maria da Feira, Salão de Outono, Galeria DaVinci (Porto), Royal Institute Of Oil Painters (Londres) onde ganha primeiro prémio (Stanley Grimm), Galeria Símbolo.
1991: Exposições colectivas: Stuttgart, Royal Society Of British Artists (Londres), Christopher Wood Gallery (Londres).
1992: Exposições colectivas: Sociedade Nacional de Belas Artes (Lisboa), Espaço Cultural Entremuros (Porto), Animação do parque, Santa Maria da Feira, Christopher Wood Gallery (Londres).
1993: Exposições colectivas: Tendências de Arte Contemporânea em Portugal – Santa Maria da Feira, Christopher Wood Gallery (Londres).1994: Exposições colectivas: Convento do Beato (Lisboa), Salão Jardim (Coliseu, Porto), Galeria Forma (Braga), Galeria Euroarte (Lisboa), Christopher Wood Gallery (Londres).
1995: Exposição individual na Galeria Nazareth (Porto); Exposição individual na Galeria Euroarte (Lisboa), Exposições colectivas: Convento do Beato (Lisboa), Europarque (Santa Maria da Feira).
1996: Exposição individual na Fundação António Cupertino de Miranda (Porto); Exposições colectivas: Galeria Mellado (S. Lorenzo del Escorial).
1997: Exposição colectiva “Mestres da pintura”- Galeria Cordeiros (Porto).
1998: O seu trabalho passa a ser representado em Portugal pela Galeria Cordeiros (Porto); Exposição individual na Galeria Cordeiros; Exposições colectivas: Mestres da pintura - Galeria Cordeiros, Expo 98, pavilhão da Cruz Vermelha (Lisboa).1999: Exposições colectivas: Bienal de Vila Nova de Cerveira, Mestres da pintura, artistas da galeria - Galeria Cordeiros, menção de honra na Bienal de arte de Placência (Espanha).
2000: Exposição individual na Sala da Cidade (Coimbra); Mestres de pintura, Mestres de pintura – ll – Galeria Cordeiros.
2001: Exposição individual na Galeria Cordeiros (Porto), Exposições colectivas: Mestres de pintura, Galeria Cordeiros.
2002: Exposições colectivas: Arte contemporânea, Mestres de pintura, Galeria Cordeiros.
2003: Exposições colectivas: Mestres de pintura, Galeria Cordeiros.
2004: Exposição individual na Galeria Cordeiros Exposições colectivas: Mestres de pintura, Galeria Cordeiros.
2005: Exposições colectivas: Mestres da pintura, Galeria Cordeiros.
2006: Exposições colectivas: Mestres da pintura - Galeria Cordeiros, exposição “ perante os olhos a vida real” Hospital de Santo António e Galeria Cordeiros.2007: Exposições colectivas: Arte moderna e contemporânea - Mestres da pintura - Galeria Cordeiros, colectiva de pintura, “a arte e a saúde” Hospital de Santa Maria e Cordeiros Galeria.
2008: Exposições colectivas: Art Madrid, Arte moderna e contemporânea, exposição colectiva de pintura e escultura na Galeria Cordeiros.
2009: Exposição individual: Galeria Cordeiros, Exposições colectivas: Art Madrid, Arte moderna e contemporânea, Fiart Valência - Galeria Cordeiros.
2010: Exposições colectivas: Art Madrid, Arte moderna e contemporânea – Museu da Alfândega; Porto, Colectiva de pintura, Vl feira de arte contemporânea de Marbella, colectiva de pintura - centro de congressos do Estoril (Galeria Cordeiros).
2011: Exposições colectivas: Art Madrid, 60 years, 60 artists-Modernand Contemporary Art-Museu Mystetsky Arsenal, Kiev (Ucrânia), (Galeria Cordeiros), Arte moderna e contemporânea, Mestres da pintura colectiva de pintura. Bolsa Portuguesa, Puroart - Vigo, Fiart Valencia, Galeria Cordeiros (Porto).
2012: Exposições colectivas: Art Madrid, Beirut Art Fair, Art Moscow, Art Toronto, Contemporary Istambul (Turquia), pintura moderna e contemporânea, colectiva de pintura colectiva de pintura ll - Galeria Cordeiros (Porto).
2013: Exposições colectivas: Figurativas 2013, Fundació de les Arts i els Artistes (MEAM Barcelona), Art Monaco, Zona Maco (México), India Art Fair (Nova Delhi), Art Stage Singapore Coletiva de pintura - Galeria Cordeiros (Porto).
2014: Exposições colectivas: Silicon Valley Contemporary, San José, Ca, (Cordeiros Galeria), Galeria Vera Lúcia (Porto).
2015-2016: Exposições colectivas “Una outra realidade” (Fundación Arcilla) – Centro Cultural La Vaguarda - Madrid, Galeria Cordeiros (Porto), Coletiva Fundación Arcilla (Madrid), Galeria Bombarda (Porto), Cordoaria (Lisboa), Art Miami (Galeria Cordeiros).
2017: exposições individuais na Castelo de Santa Maria da Feira e, Galeria do Casino do Estoril; Exposições coletivas: Galeria Olívia Reis, Espinho, Bienal de Arte de Arcos de Valdevez.
2019: Exposições individuais na Galeria Ap’Arte (Porto), Auditório Municipal de Gondomar; Exposições coletivas: 3ª Bienal de Gaia (artista convidado) - Casa Museu Teixeira Lopes.
2020: Exposição colectiva: Atrium Aureum espaço de arte.
2021: Exposição colectiva: Bienal - Arcos de Valdevez, Atrium Aureum espaço de arte, Bienal de Arte de Gaia.
2022-2023: Exposição colectiva: SBN- Mimesis, Bienal de Gaia, SBN- Porto, Macedo de Cavaleiros, Igreja da Graça, Gondomar. Mimesis 2023.

## Premiações
- Primeiro Prémio da Exposição do Royal Institute of Oil Painters (1989)
- Menção honrosa na Bienal de Placência (1999)[1]
- Membro da Sociedade Nacional de Belas Artes
- Membro da Cooperativa Árvore
- Referido no Dicionário de Pintores e escultores Portugueses do Dr. Fernando de Pamplona

## Exposições
No período de 1975 à 2023, realizou várias exposições individuais e colectivas:
1979: Exposição de Verão da Royal Academy, Burlington House, Piccadilly.
1982: Exposição na Gillridge Gallery, em Mayfield, East Sussex
1983-1984: Duas exposições individuais na Fundação Eng. António de Almeida, Porto.
1984: Exposições colectivas: 1ª Exp. de Artes Plásticas de Santa Maria da Feira, Luso, Ateneu Comercial (Porto), Santa Maria da Feira (Lions Clube); 1ª exposição de primavera de Santo Tirso, York Gallery (TunbridgeWells), National Society (Londres), Royal Society of British Artists (Londres).
1986: Exposição individual na Galeria do Museu Municipal de Aveiro.
1987-88: Exposições colectivas: Exposição inaugural da Galeria da Liga dos Combatentes (Porto), 1ª Exp. de artes plásticas de Aveiro, Galerias Art-Vie (Paris), Corporação Mitsokushi (Tóquio), Christopher Wood Gallery (Londres).
1988: Exposição individual na Fundação Eng. António de Almeida, Porto, Christopher Wood Gallery (Londres).
1989: Exposição individual em Santa Maria da Feira; Exposições colectivas: Exponor AIP (Matosinhos), Lions Clube de Sta. Maria da Feira, Salão de Outono, Galeria DaVinci (Porto), Royal Institute Of Oil Painters (Londres, Galeria Símbolo.
1991: Exposições colectivas: Stuttgart, Royal Society Of British Artists (Londres), Christopher Wood Gallery (Londres).
1992: Exposições colectivas: Sociedade Nacional de Belas Artes (Lisboa), Espaço Cultural Entremuros (Porto), Animação do parque, Santa Maria da Feira, Christopher Wood Gallery (Londres).
1993: Exposições colectivas: Santa Maria da Feira, Christopher Wood Gallery (Londres).
1994: Exposições colectivas: Convento do Beato (Lisboa), Salão Jardim (Coliseu, Porto), Galeria Forma (Braga), Galeria Euroarte (Lisboa), Christopher Wood Gallery (Londres).
1995: Exposição individual: Galeria Nazareth (Porto) e Galeria Euroarte (Lisboa); Exposições colectivas: Convento do Beato (Lisboa), Europarque (Santa Maria da Feira).
1996: Exposição individual na Fundação António Cupertino de Miranda (Porto); Exposições colectivas: Galeria Mellado (S. Lorenzo del Escorial).
1997: Exposição colectiva “Mestres da pintura”- Galeria Cordeiros (Porto).
1998: Exposição individual na Galeria Cordeiros; Exposições colectivas: Mestres da pintura - Galeria Cordeiros, Expo 98, pavilhão da Cruz Vermelha (Lisboa).
1999: Exposições colectivas: Bienal de Vila Nova de Cerveira, Mestres da pintura, artistas da galeria - Galeria Cordeiros, Bienal de arte de Placência (Espanha).
2000: Exposição individual na Sala da Cidade (Coimbra); Mestres de pintura, Mestres de pintura – ll – Galeria Cordeiros.
2001: Exposição individual na Galeria Cordeiros (Porto); Exposições colectivas: Mestres de pintura, Galeria Cordeiros.
2002: Exposições colectivas: Arte contemporânea, Mestres de pintura, Galeria Cordeiros.
2003: Exposições colectivas: Mestres de pintura, Galeria Cordeiros.
2004: Exposição individual na Galeria Cordeiros; Exposições colectivas: Mestres de pintura, Galeria Cordeiros.
2005: Exposições colectivas: Mestres da pintura, Galeria Cordeiros.
2006: Exposições colectivas: Mestres da pintura - Galeria Cordeiros, Hospital de Santo António e Galeria Cordeiros.
2007: Exposições colectivas: Arte moderna e contemporânea Galeria Cordeiros, Hospital de Santa Maria e Cordeiros Galeria.
2008: Exposições colectivas: Art Madrid, Arte moderna e contemporânea, Galeria Cordeiros.
2009: Exposição individual: Galeria Cordeiros; Exposições colectivas: Art Madrid, Arte moderna e contemporânea, Fiart Valência - Galeria Cordeiros.
2010: Exposições colectivas: Art Madrid, Arte moderna e contemporânea – Museu da Alfândega; Porto, Vl feira de arte contemporânea de Marbella, centro de congressos do Estoril (Galeria Cordeiros).
2011: Exposições colectivas: Art Madrid, 60 years, 60 artists-Modernand Contemporary Art-Museu Mystetsky Arsenal, Kiev (Ucrânia), (Galeria Cordeiros), Arte moderna e contemporânea, Mestres da pintura; Bolsa Portuguesa, Puroart - Vigo, Fiart Valencia, Galeria Cordeiros (Porto).
2012: Exposições colectivas: Art Madrid, Beirut Art Fair, Art Moscow, Art Toronto, Contemporary Istambul (Turquia), pintura moderna e contemporânea na Galeria Cordeiros (Porto).
2013: Exposições colectivas: Figurativas 2013, Fundació de les Arts i els Artistes (MEAM Barcelona), Art Monaco, Zona Maco (México), India Art Fair (Nova Delhi), Art Stage Singapore Coletiva de pintura - Galeria Cordeiros (Porto).
2014: Exposições colectivas: Silicon Valley Contemporary, San José, Ca, (Cordeiros Galeria), Galeria Vera Lúcia (Porto).
2015-2016: Exposições colectivas: Centro Cultural La Vaguarda - Madrid, Galeria Cordeiros (Porto), Coletiva Fundación Arcilla (Madrid), Galeria Bombarda (Porto), Cordoaria (Lisboa), Art Miami (Galeria Cordeiros).
2017: exposições individuais: Castelo de Sta Maria da Feira e, Galeria do Casino do Estoril; Exposições coletivas: Galeria Olívia Reis, Espinho, Bienal de Arte de Arcos de Valdevez.
2019: Exposições individuais: Galeria Ap’Arte (Porto), Auditório Municipal de Gondomar; Exposições coletivas: 3ª Bienal de Gaia (artista convidado) - Casa Museu Teixeira Lopes.
2020: Exposição colectiva: Atrium Aureum espaço de arte.
2021: Exposição colectiva: Bienal - Arcos de Valdevez, Atrium Aureum espaço de arte, Bienal de Arte de Gaia.

2022-2023: Exposição colectiva: SBN- Mimesis, Bienal de Gaia, SBN- Porto, Macedo de Cavaleiros, Igreja da Graça, Gondomar. Mimesis 2023.